# Anales de Botánica Agrícola
Anales de Botánica Agrícola es una revista científica del Instituto de Botánica Agrícola de la Facultad de Agronomía de la Universidad Central de Venezuela cuyo objetivo es propiciar la difusión del trabajo vinculado a las Ciencias del Agro y realizado en centros de investigación tanto nacionales como internacionales en las áreas de morfología interna y externa, taxonomía, ecología, fisiología, bioquímica y metabolismo, patología e histología vegetal. Anales de Botánica Agrícola está indizada por la Commonwealth Agricultural Bureau International (CABI).     